# Dc

dc (desk calculator) — пакет для арифметических вычислений с произвольной точностью в unix-системах. Обычно он оперирует в десятичной системе счисления с целыми числами, однако можно задать системы счисления для ввода и вывода, а также точность вычислений. Общая структура dc — стековый калькулятор, использующий обратную польскую запись. Если аргумент указан, то сначала ввод производится из файла, а потом со стандартного ввода.

## Допустимые операции
dc распознаёт следующие конструкции:
| число         | Значение числа помещается в стек. Число — непрерывная цепочка цифр 0-9 или букв A-F (шестнадцатеричные цифры). В начале её может стоять знак подчеркивания _ для ввода отрицательного числа. Число может содержать десятичную точку. Последовательность цифр может быть даже пустой, если "число" содержит хотя бы знак подчеркивания или десятичную точку (странные представления нуля). |
| + - / * % ^ ~ | Верхние два числа стека складываются (+), вычитаются (-), умножаются (*), делятся (/), берётся остаток (%), выполняется возведение в степень (^) или совершается деление с остатком (~). ^: oба операнда извлекаются из стека, выполняется возведение в степень, результат помещается обратно в стек. Дробная часть показателя степени игнорируется. ~: oба операнда извлекаются из стека, второй делится на первый, результат и остаток деления помещается в стек (операция SdSn lnld/ LnLd% дает такой же результат). |
| sx, Sx        | Извлекается вершина стека и помещается в регистр с именем x, где x — любой символ ASCII. Если конструкция имеет вид Sx, то x рассматривается как стек, в который и помещается извлечённое значение. |
| lx, Lx        | Значение, хранящееся в регистре x, помещается в стек. Регистр x не изменяется. Изначально все регистры инициализируются нулём. Если конструкция имеет вид Lx, то x рассматривается как стек, его вершина извлекается и помещается в главный стек. |
| d             | Вершина стека удваивается. |
| p             | Выводится вершина стека (без удаления из стека). |
| P             | Если вершина стека цепочка символов, она печатается и удаляется из стека. Если вершина стека явлается числом, то оно печатается как последовательность байтов и удаляется из стека. |
| f             | Выводятся все элементы стека (без удаления). Удобно для отладки программы. |
| q             | Завершает работу программы. При выполнении цепочки символов уровень рекурсии уменьшается на два. |
| Q             | Завершает работу программы. Вершина стека извлекается и уровень рекурсии уменьшается на полученное значение. |
| x             | Вершина стека трактуется как цепочка символов, содержащая dc-команды, и выполняется. |
| X             | Вершина стека заменяется количеством цифр в её дробной части. |
| [..]          | Цепочка символов, заключённая в скобки, помещается в вершину стека. |
| =x            | Два верхних элемента стека извлекаются и сравниваются. Если они удовлетворяют указанному условию, то содержимое регистра x рассматривается как команда dc и выполняется. Можно использовать также знаки сравнения как < и > и их отрицания !< и !>. |
| v             | Верхний элемент стека заменяется квадратным корнем из него. Если он имел дробную часть, то она учитывается; в противном случае точность вычислений зависит от команды k. |
| !             | Остаток строки интерпретируется как команда shell’а. |
| c             | Очистка стека. |
| i             | Вершина стека извлекается и используется как основание системы счисления при вводе. Команда I помещает используемое при вводе основание системы счисления в вершину стека. |
| o             | Вершина стека извлекается и используется как основание системы счисления при выводе. Команда O помещает используемое при выводе основание системы счисления в вершину стека. |
| k             | Извлекается вершина стека; она используется для задания точности вычислений: количества знаков в дробной части при выводе и при выполнении умножения, деления, возведения в степень и извлечения корней. |
| z             | В стек помещается количество его элементов. |
| Z             | Число в вершине стека заменяется его длиной (без учёта десятичной точки, знака минус и ведущих нулей, даже если они за десятичной точкой). |
| ?             | Со стандартного ввода вводится одна строка и исполняется. |
| ;:            | Используются dc для операций с массивами. |

## Примеры использования
Вывести факториалы первых 10 натуральных чисел:
```
[la1+dsa*pla10>y]sy
0sa1
lyx
```

Квайн (программа, которая выводит саму себя):
```
[91Pn[dx]93Pn]dx
[91PP93P[dx]P]dx
```

Печатать текст (Крылатая фраза)
```
dc -e '16iD09BD183D187D188D0B520D1P
81D0BAD0B0D0B6D0B820D0BCD0B0D0BBD0BE2CP
20D0BDD0BE20D185D0BED180D0BED188D0BE2EP'

```